# Maurycy Mochnacki
Maurycy Mochnacki (født 13. september 1803 i Bojaniec nær Żółkiew, død 20. december 1834 i Auxerre) var en polsk litteratur-, teater- og musikkritiker, forlægger, journalist, pianist, historiker og frihedskæmper. Han var en af den polske romantismes fremtrædende teoretikere. Han deltog i Novemberopstanden 1830-31 og var med i flere slag, bl.a. ved Stoczek, Ostrołęka, Grochów og Wawer. For sin deltagen blev han forfremmet til officer og dekoreret med ordenen Virtuti Militari, den højeste polske militære hædersorden.